# Tổng công ty Xi măng Việt Nam
Tổng Công ty Xi măng Việt Nam (VICEM) là một trong các Tổng công ty được tổ chức và hoạt động theo Quyết định số 91/TTg ngày 07 tháng 3 năm 1994 của Thủ tướng Chính phủ về việc thí điểm thành lập Tập đoàn kinh doanh. Tiền thân là Liên hiệp các Xí nghiệp Xi măng,  hoạt động chính trong lĩnh vực sản xuất và phân phối xi măng có công suất 20 triệu tấn xi măng/năm, chiếm 34% thị phần xi măng cả nước. VICEM đảm nhận vai trò điều tiết thị trường xi măng, bình ổn giá, hỗ trợ công cuộc xây dựng và phát triển kinh tế đất nước.

## Lịch sử phát triển
Cái nôi đầu tiên của ngành xi măng Việt Nam là Nhà máy Xi măng Hải Phòng, được khởi công xây dựng ngày 25 tháng 12 năm 1899 với nhãn mác con Rồng Xanh, Rồng Đỏ đã có mặt tại Hội chợ triển lãm Liege (Pháp) năm 1904 và hàng vạn tấn xi măng Hải Phòng đã có mặt trên thị trường tiêu thụ ở các nước như vùng Viễn đông, Vladivostoc, Java (Indonesia), Hoa Nam (Trung Quốc), Singapore...
Sau khi Hiệp định Genève được ký kết năm 1954, Miền Bắc nước ta tiến hành công cuộc cải tạo và xây dựng XHCN, còn Miền Nam tiếp tục cuộc cách mạng dân tộc dân chủ. Nhà máy xi măng Hải Phòng được khôi phục và phát triển vừa sản xuất vừa chiến đấu bảo vệ nhà máy trong các cuộc bắn phá ác liệt bằng máy bay của Mỹ để đáp ứng nhu cầu xi măng phục vụ cho các công trình quốc phòng và phát triển kinh tế ở Miền Bắc.
Sau khi đất nước hoàn toàn được độc lập vào năm 1975, ngoài Nhà máy xi măng Hải Phòng và một số cơ sở xi măng lò đứng, ngành xi măng còn tiếp quản nhà máy xi măng Hà Tiên với công suất 300.000 tấn/năm, sản xuất theo phương pháp ướt đã được xây dựng từ thời Mỹ - Ngụy.
Kế hoạch 5 năm lần thứ II (1976-1980), để phù hợp với công cuộc xây dựng lại đất nước, Đảng và Nhà nước quyết định xây dựng mới hai nhà máy xi măng hiện đại, công suất lớn tại Bỉm Sơn (Thanh Hóa) và Hoàng Thạch (Hải Dương). Nhà máy xi măng Bỉm Sơn bắt đầu sản xuất năm 1981 còn nhà máy xi măng Hoàng Thạch là vào năm 1983.
Phía Nam, tại tỉnh Kiên Giang, Nhà máy xi măng Hà Tiên được mở rộng thêm 1 lò quay phương pháp khô công nghệ Pháp. Clinker sản xuất một phần chuyển về Thủ Đức bằng đường thủy để nghiền và đóng bao phục vụ cho nhu cầu tại Thành phố Hồ Chí Minh.
Trước yêu cầu cấp bách về xi măng chất lượng cao phục vụ cho công cuộc xây dựng Đất nước và chuẩn bị kế hoạch 5 năm lần thứ III (1981-1985) và phát huy năng lực sản xuất của các nhà máy xi măng đã và đang được đầu tư mới, ngày 7 tháng 9 năm 1979, Hội đồng Chính phủ đã ban hành Quyết định số 308/CP thành lập Liên hiệp các xí nghiệp xi măng. Đến ngày 1 tháng 4 năm 1980, Liên hiệp các xí nghiệp xi măng bắt đầu đi vào hoạt động trong phạm vi cả nước.
Sau hơn 13 năm hoạt động, ngày 5 tháng 10 năm 1993 thì Bộ xây dựng đã có Quyết định số 456/BXD-TCL đổi tên Liên hiệp các xí nghiệp xi măng thành Tổng Công ty Xi măng Việt Nam, tiếp theo đó Thủ tướng Chính phủ có Quyết định số 670/TTg ngày 14 tháng 11 năm 1994 thành lập Tổng công ty Xi măng Việt nam hoạt động theo mô hình Tổng công ty 91 trên cơ sở sắp xếp lại các đơn vị lưu thông, sự nghiệp của ngành xi măng với nhiệm vụ chính trị to lớn là sản xuất thật nhiều xi măng cho Tổ quốc.
Vào năm 1994, sản lượng xi măng của Tổng công ty Xi măng Việt Nam là 1,4 triệu tấn. Để đáp ứng nhu cầu xi măng ngày càng tăng, đến tháng 7 năm 1996, dây chuyền 2 của nhà máy xi măng Hoàng Thạch với công suất 1,2 triệu tấn/năm đi vào sản xuất nâng tổng công suất Xi măng Hoàng Thạch lên 2,3 triệu tấn. Đến năm 1998, nhà máy Xi măng Bút Sơn (Hà Nam) với thiết bị công nghệ Pháp có công suất 1,4 triệu tấn chính thức đi vào hoạt động.
Tổng công ty Xi măng còn liên doanh với Tập đoàn Chinfon và thành phố Hải Phòng xây dựng nhà máy xi măng Chinh Phong công suất 1,4 triệu tấn/năm, liên doanh với Hoderbank Financial Glaris Ltd (Thụy Sĩ) xây dựng nhà máy xi măng Sao Mai (Hòn Chông, Kiên Giang) công suất 1,76 triệu tấn/năm, liên doanh với Nihon Cement Corporation và Mitsubishi Materials Corporation (Nhật Bản) xây dựng nhà máy xi măng Nghi Sơn (Thanh Hóa) công suất 2,2 triệu tấn/năm.
Từ năm 1990, nhu cầu xi măng hàng năm tăng khoảng 20%. Do đó Tổng công ty Xi măng đã có kế hoạch phát triển sản xuất, mở rộng, đầu tư, liên doanh để có sản lượng xi măng phù hợp với nhu cầu của thị trường. Tổng công ty Xi măng Việt Nam là một trong 17 Tổng công ty được tổ chức và hoạt động theo Quyết định số 91/TTg ngày 07/3/1994 của Thủ tướng Chính phủ về việc thí điểm thành lập Tập đoàn kinh doanh. 
Qua hơn 10 năm hoạt động theo mô hình Tổng công ty 91, Tổng công ty xi măng Việt Nam đã tạo được chuyển biến tốt về các mặt công tác, đạt được những kết quả theo mục tiêu và nhiệm vụ được giao, là lực lượng chủ lực trong việc đảm bảo cân đối về xi măng trên thị trường trong nước, giữ bình ổn thị trường là công cụ vật chất để nhà nước điều tiết nền kinh tế theo định hướng xã hội chủ nghĩa.
Thực hiện Nghị quyết Hội nghị lần thứ 3 Ban chấp hành Trung ương Đảng (khoá IX), Thủ tướng Chính phủ đã có Quyết định số 64/2002/QĐ-TTg ngày 18 tháng 12 năm 2002 phê duyệt quy hoạch phát triển Công nghiệp Xi măng Việt Nam đến năm 2010 và định hướng đến năm 2020, trong đó cho phép "xây dựng Tổng công ty xi măng Việt Nam thành Tập đoàn kinh tế mạnh, có công nghệ sản xuất hiện đại, sản phẩm có chất lượng cao, có xuất khẩu một phần xi măng, đóng vai trò chủ đạo trong việc cung ứng ổn định thị trường xi măng trong nước". 
Ngày 29 tháng 8 năm 2006 Thủ tướng Chính phủ có quyết định số 196/2006/QĐ-TTg chuyển Tổng công ty Xi măng Việt Nam sang hoạt động theo mô hình Công ty mẹ-công ty con và quyết định số 197/2006/QĐ-TTg thành lập Công ty mẹ - Tổng Công ty Xi măng Việt Nam trên cơ sở tổ chức lại quản lý, điều hành Tổng Công ty Xi măng Việt Nam và Công ty Xi măng Hoàng Thạch.
Ngày 6 tháng 12 năm 2007, Thủ tướng Chính phủ có quyết định số 189/2007/QĐ-TTg điều chỉnh một số nội dung của các quyết định số 196/2006/QĐ-TTg và quyết định số 197/2006/QĐ-TTg như sau: 
- Đổi tên gọi Tổng Công ty Xi măng Việt Nam thành Tổng Công ty Công nghiệp Xi măng Việt Nam. Tên giao dịch quốc tế Vietnam Cement Industry Corporation (viết tắt là VICEM);
- Bổ sung thêm ngành, nghề kinh doanh của Công ty mẹ- Tổng Công ty Công nghiệp xi măng Việt nam bao gồm: 
  - Xây dựng, quản lý, khai thác cảng biển, cảng sông;
  - Xây dựng, quản lý, khai thác đường bộ cao tốc, đường biển, đường sắt;
  - Đầu tư, kinh doanh cơ sở hạ tầng, khu công nghiệp và đô thị, kinh doanh bất động sản, cho thuê nhà xưởng, kho tàng, nhà ở, văn phòng;
  - Sản xuất, kinh doanh điện;
  - Trồng rừng, khai thác và chế biến cao su;
  - Xuất khẩu lao động;
  - Điều trị bệnh nghề nghiệp và khôi phục chức năng;
  - Du lịch, khách sạn, nhà hàng và các dịch vụ công cộng khác.
- Duy trì Công ty xi măng Hoàng Thạch là Công ty thành viên hạch toán độc lập và cổ phần hóa trong năm 2008;
- Chuyển Công ty Tư vấn Đầu tư Phát triển Xi măng thành Công ty trách nhiệm hữu hạn Một thành viên vào năm 2008.

Ngày 25 tháng 6 năm 2010, Thủ tướng Chính phủ ban hành Quyết định số 972/QĐ-TTg về việc chuyển Công ty mẹ - Tổng Công ty Công nghiệp Xi măng Việt Nam thành Công ty trách nhiệm hữu hạn một thành viên do Nhà nước làm chủ sở hữu.
Đến ngày 1 tháng 6 năm 2011, Thủ tướng ban hành Quyết định số 841/QĐ-TTg phê duyệt Điều lệ tổ chức và hoạt động của Tổng công ty Công nghiệp Xi măng Việt Nam.
Vào năm 2013, Đề án tái cơ cấu Tổng công ty Công nghiệp xi măng Việt Nam giai đoạn 2013 - 2015 đã được Thủ tướng phê duyệt thông qua Quyết định số 1013/QĐ-TTg.

## Bộ máy tổ chức

### Tổng công ty
- Hội đồng thành viên
  - Văn phòng Công đoàn
  - Văn phòng Đảng ủy
- Kiểm soát viên
- Ban Tổng giám đốc
- Các ban nghiệp vụ
- Các ban kỹ thuật

### Các công ty liên quan
- Tổng công ty nắm giữ 100% vốn điều lệ:
  - Công ty Xi măng Hoàng Thạch
  - Công ty Xi măng Hải Phòng
  - Công ty Xi măng Tam Điệp
- Tổng công ty nắm giữ cổ phần chi phối:
  - Công ty cổ phần Xi măng Vicem Hà Tiên
  - Công ty cổ phần Xi măng VLXD Đà Nẵng
  - Công ty cổ phần Thạch cao Xi măng
  - Công ty cổ phần VTVT Xi măng
  - Công ty cổ phần Thương mại Xi măng
  - Công ty cổ phần Xi măng Hải Vân
  - Công ty cổ phần xi măng Hạ Long
  - Công ty cổ phần Xi măng Hoàng Mai
  - Công ty cổ phần Xi măng Bút Sơn
  - Công ty cổ phần Xi măng Bỉm Sơn
  - Công ty cổ phần Bao bì Xi măng Hải Phòng
  - Công ty cổ phần TMDV Vận tải Xi măng Hải Phòng
  - Công ty cổ phần Vận tải Xi măng Hoàng Thạch
  - Công ty cổ phần Vận tải Xi măng Hà Tiên
  - Công ty cổ phần Đá xây dựng Hòa Phát
  - Công ty cổ phần Đô thị Xi măng Hải Phòng
- Đơn vị sự nghiệp
  - Trường trung cấp dạy nghề kỹ thuật xi măng
  - Trung tâm đào tạo của Tổng công ty
  - Ban QLDA Xi măng Vicem
- Công ty liên doanh, liên kết
  - Công ty liên doanh Xi măng Holcim-Việt Nam
  - Công ty liên doanh Xi măng Chinfon
  - Công ty Xi măng Nghi Sơn
  - Công ty TNHH Bê tông Lafarge Việt Nam
  - Công ty Cổ phần Vicem bao bì Bút Sơn

## Sản phẩm
- Xi măng thông dụng 
  - Clanhke xi măng poóclăng thương phẩm
  - Xi măng poóc lăng hỗn hợp PCB30, PCB40
  - Xi măng poóc lăng PC30, PC40, PC50
- Xi măng đặc biệt
  - Xi măng bền sun phát
  - Xi măng poóc lăng trắng
  - Xi măng poóc lăng ít tỏa nhiệt
- Bán thành phẩm (Clinker xi măng poóc lăng thương phẩm)
- Các sản phẩm khác
  - Vỏ bao xi măng
  - Cát
  - Gạch chịu lửa kiềm tính
  - Đá Granit và đá Marble
- Dịch vụ
  - Xuất nhập khẩu: Clinker, xi măng, thạch cao, vật tư thiết bị phụ tùng và thiết bị toàn bộ cho ngành xi măng
  - Tư vấn đầu tư phát triển ngành công nghiệp xi măng
  - Đào tạo bồi dưỡng cán bộ
  - Tư vấn tổ chức quản lý ngành công nghiệp xi măng